# Bernard Pinet
Bernard Pinet est un acteur, auteur et metteur en scène français, né le 20 novembre 1952 à Bourg-de-Péage (France).

## Biographie
Fils unique, Bernard Pinet est originaire des Cévennes par sa mère Éliette Rouvière, qui était couturière, et du Dauphiné par son père Michel Pinet, qui après avoir été cordonnier devint professeur technique adjoint au Lycée de la Chaussure du Dauphiné. Avec les poètes, Pierre de Ronsard, Arthur Rimbaud, Charles Baudelaire, et le théâtre, avec Marcel Pagnol, Molière et Victor Hugo, Bernard Pinet s'échappe de 3 années de pensionnats au Collège d'enseignement général de Pont-en-Royans dirigé par Raymond Guelen où Yves Pillet, professeur d'histoire et futur politicien, l'initie au théâtre. Et il s'évade encore avec la poésie de André Breton, Paul Éluard, Louis Aragon, et le théâtre, avec William Shakespeare, Bertolt Brecht, Jean-Paul Sartre, de deux ans d'internats au lycée de Saint-Marcellin dont le proviseur est Robert Dornier. Il aimerait être avocat, la fac est loin, les études sont longues, autour de lui personne n’a le bac et il s’entend dire, que c’est un métier de riche. Alors, quand un camarade de classe le sollicite pour créer une troupe de théâtre à Valence, Bernard Pinet n'a rien à perdre, il met fin à une scolarité agitée et saisit l’opportunité que lui offre le hasard...
Pour créer la troupe du théâtre de l’actuel avec Pascal Praud, rencontré en Terminale Philo à l'Institution Notre Dame de Valence, qui écrira plus tard sous le pseudonyme de Pascal Villecourt, le scénario de L’ile de la Jeune Fille Bleue réalisé par Patrick Jamain avec Vincent Lindon ; Bernard Pinet arrête ses études. Pour mener à terme, et financer ce projet, il travaille comme, ouvrier en chaussures à la chaine, jardinier, traiteur de charpentes, vendeur de fringues en boutique et sur les marchés, puis représentant en prêt-à-porter. Le théâtre de l'actuel monte, entre autres, Le baiser du chien dans la nuit un spectacle de poésies créé pour le premier Festival en plein air de la Place des Clercs de Valence. Ce montage poétique qui fut un succès, est sélectionné par France Inter et le magazine Femmes d’aujourd’hui dans le cadre des meilleurs spectacles de Festivals de l'été. Mais, le théâtre de l'actuel doit cesser son activité pour raisons économiques.
À 20 ans, Bernard Pinet part tenter sa chance à Paris, où il ne connait personne. La rencontre avec la capitale est rude... En septembre 1973, il réussit l'audition d'entrée du Cours d'Art Dramatique de Jean Périmony, qui se trouve alors au Théâtre de l'Athénée Louis-Jouvet dirigé par Jacques Rosny, Jean-Claude Houdinière et Loïc Vollard. Jean Périmony admet Bernard Pinet directement en 3 ème et dernière année, avec, Fanny Ardant, Evelyne Bouix, Florence Brunold, Anne Canovas, Christine Murillo, Michel Albertini, Patrick Fierry, Alain Lenglet et Patrick Raynal. Nouveaux petits boulots pour payer les Cours de théâtre et survivre dans la capitale. En novembre 1974, première scène à Paris au Café-Théâtre Le Sélénite dirigé par Paul Genouel dans Vérités ou la véritable histoire de Paul et Virginie une comédie écrite et mise en scène par le journaliste Bernard Stéphane, il est le Paul de Sophie Chauveau qui sort du Conservatoire national supérieur d'art dramatique.
Marceline Lenoir le remarque au Café-Théâtre et lui trouve ses premiers rôles à l'écran. Bernard Pinet tourne dans plus de 90 films (cinéma, téléfilms, séries tv), dont, Le Cigalon d'après un scénario de Marcel Pagnol réalisé par Georges Folgoas avec Michel Galabru et Andréa Ferréol, Comment se faire réformer et Les réformés se portent bien qui sont deux énormes succès de Philippe Clair avec Richard Anconina et Hervé Palud, Claudine d’Édouard Molinaro avec Marie-Hélène Breillat et Catherine Samie,  Mécaniques célestes de Fina Torres avec Ariadna Gil et Arielle Dombasle, Le Raisin d'or de Joël Séria avec Pierre Arditi et Cristiana Reali, Carreau d'as de Laurent Carcélès aux côtés de Pierre Mondy et Élisa Servier, Un chat dans la gorge d’après le scénario de Jean-Claude Grumberg avec Pierre Arditi et Anne Canovas, réalisé par Jacques Otmezguine qui a fait 8 films avec Bernard Pinet.
Au Théâtre, il joue dans plus de 30 spectacles, en tournées et à Paris, entre autres, au théâtre Hébertot dans 100 représentations de Adorable Julia avec Danielle Darrieux et Raymond Pellegrin mis en scène par Jean-Paul Cisife et dans 90 représentations de Une chambre sur la Dordogne
 de et avec Claude Rich et Anne Alvaro, mis en scène par Jorge Lavelli au théâtre Hébertot. En 1996 et 1997, dans Le Dîner de cons de Francis Veber mis en scène au Théâtre par Pierre Mondy, Bernard Pinet joue le contrôleur du fisc Lucien Cheval, aux côtés de Jacques Villeret et Michel Roux, dans 3 tournées triomphales, en France, Suisse, Belgique, Luxembourg, Monaco, et plus de 170 représentations avec Atelier Théâtre Actuel (Jean-Claude Houdinière) et Pascal Legros Productions, qui se terminent par une tournée dans les Salles des Zénith avec V.M.A. Backline (Rose Leandri et Bertrand de Labbey).
Après Le Dîner de cons, face au manque d'opportunités intéressantes, Bernard Pinet décide de donner la Priorité à ses concepts Théâtre  Seul en Scène qu'il écrit, met en scène, et dans lesquels il s’offre des jolis rôles. Avec ses spectacles, il joue régulièrement à Paris et fait de nombreuses Tournées, avec des centaines de représentations en France, via, entre autres, le Festival du rire de Montreux (1999), 2 Mois Molière de Versailles à l'Auditorium de l'Université Inter Âge (2010) et au Théâtre Royale Factory (2013), le Festival de Cannes à L’Espace Mimont(2010) en partenariat avec France Bleu, les Casinos Partouche (2009 et 2010), des croisières Costa en Méditerranée (2011 et 2012), et 8 Festivals d'Avignon, aux, Théâtre Le Forum (2002), Théâtre Le Cabestan (2003), Théâtre Notre Dame (2009), Théâtre La Luna (2010), Théâtre Les 3 Soleils (2011 et 2012), au Conservatoire du Grand Avignon avec la Maison des Auteurs de la SACD Paris (2019), Théâtre Pierre de Lune (2022) dans le Quartier Luna avec Auteurs en Liberté.
Après, son 8e Seul en scène, la comédie Pétanque et Sentiments qui, se crée à Paris au Théâtre Michel sous la direction de Jean-Christophe Camoletti, fête la 100e à Paris au Théâtre de la Huchette sous la direction de Jean-Noël Hazemann et donne plus de 300 représentations en Tournées, Bernard Pinet, sollicité par de jeunes Cinéastes, est à l'affiche de Films en Sélections Officielles de nombreux Festivals internationaux, dont, entre autres, Barcelone, Belgrade, Bucarest, Brooklyn, Cannes, Kinshasa, Las Vegas, New York, Paris, Rome, Toronto, Tel-Aviv et Winchester.
En 2021 et 2022, il reçoit 4 récompenses de Best Actor, à Toronto et à Las Vegas avec Au Milieu des Terres (The Sea Between) de Wilmarc Val, à Rome avec Tout ce qui grouille sous la Mer (All That Roams Below) de Estelle Faye et Fabien Legeron, et à Cannes avec Sandier de Michael Chéreau.
Apocalypse Républicaine 9e concept théâtre Seul en scène de Bernard Pinet est, aux, Festival d'Avignon 2019 avec la SACD et le SNES au Conservatoire du Grand Avignon, et Festival d'Avignon 2022 au Théâtre Pierre de Lune dans le Quartier Luna avec « Auteurs en Liberté », arrive à Paris en 2023...
Nota Bene : à la suite de confusions, il est précisé que l’acteur et auteur Bernard Pinet n’a rien à voir avec un homonyme, qui fut élu, d'un parti politique, très marqué à droite.

### Engagements
- 2022 - 2025 : Membre du Média Club[24], dont, le président Jérôme Chouraqui[25], est aussi le président de Talent Sphère.
- 2006 - 2025 : Vice-président[26], et administrateur du Club de l’Audiovisuel[27] de Paris sous la présidence de Patrick Bézier. Le Club de l’audiovisuel organise des dîners Débats au Sénat, et remet chaque année, les Lauriers de l’audiovisuel qui récompensent les créateurs de l’audiovisuel avec les parrainages du  Ministère de la Culture et de l'UNESCO. Les Lauriers sont remis au Sénat, puis, en Mairie de Paris, aux Théâtre du Châtelet (2017),  Théâtre Le Palace (2018), au Théâtre Marigny (2019 à 2025), d'abord, avec  LCI.fr,  T.F1 productions, ensuite sur TV5 Monde la chaine internationale de Télévision Francophone. En 2025, après la cérémonie de remise des 30 éme Lauriers de L' Audiovisuel, Bernard Pinet démissionne du Conseil d'Administration, et, de  la Vice Présidence, qu'il exerçait seul. Il est remplacé, par Yves Bigot ex président de TV5 Monde et Thomas Levet directeur des affaires institutionnelles de la Caisse d'Epargne Ile de France.
- 2009 - 2025 : Administrateur de la Ligue universelle du bien public[28] de Paris, ONG de l’ ONU reconnue par l’ UNESCO
- 2010 - 2025 : Membre du S.N.E.S.[29] (Syndicat national des entrepreneurs de spectacles) et de La Scène Indépendante, dont le délégué général est Philippe Chapelon, et le président Fabrice Roux qui succède à Jean-Claude Lande[30] et Jean-Claude Houdinière
- 2011 - 2025 : Membre du Comité d'Honneur[31] de l'association La Roue Tourne, dont le président est Serge Lama, qui succède à Michèle Morgan, Jean Marais, et Fernandel. Ce Comité d'honneur a compté, entre autres, parmi ses Membres, Charles Aznavour, Jean-Paul Belmondo, Bourvil, Jacques Brel, Jean Cocteau, et Marcel Pagnol. Actuellement sont présents, entre autres, Catherine Alric, Dominique Besnehard, Sophie Darel, Andréa Ferréol, Michel Leeb, Popeck, Patrick Préjean et Jacques-Marie Ponthiaux
- 2014 - 2025 : Membre[32] de l’Académie des Molières dont le président est Jean-Marc Dumontet, et le délégué général Hugues Leforestier[33]
- 2014 - 2025 : Membre[34] de Saisons de Culture[35], qui depuis 2011 soutient des événements culturels (expositions, conférences, dédicaces, éditions, vernissages), et organise, sous la présidence du photographe Woytek Konarzewski[36], des rencontres artistiques à Paris dans un salon du Café de Flore à Saint-Germain-des-Prés.
- 1990 - 2025 : Membre de la Société Protectrice des Animaux[37] (  S.P.A )
- 2015 - 2025 :  Membre de A.A.F.A. (Actrices et Acteurs de France Associés), avec, entre autres,  Élizabeth Bourgine, Hugues Leforestier, Nathalie Mann, Michel Melki, ...
- 2023 - 2024 : Avec la comédie existentielle Apocalypse Républicaine Bernard Pinet soutient la Croix Rouge Française à Chambourcy[38], mais aussi, Les Restos du Cœur à Rennemoulin[39] et à Vernouillet[40]
- 2022 : Bernard Pinet soutient[41] le 5e Festival OUI[42] ! (Festival de Théâtre en Français de Barcelone) accueilli par l'Institut Français de Barcelone, organisé par Mathilde Mottier et François Vila[43]
- 2018 - 2021 : Vice-président et administrateur de L’Étoile civique[44] (Ancien Ordre du Mérite civil) de Paris, institution couronnée par l’Académie française
- 2016 - 2017 :  Anime en Maison d’Arrêt à la demande de Bernard Cabanier[45] enseignant en milieu carcéral, des Ateliers d’écriture sur Les Valeurs de la République, dont L’Altérité et L’ égalité Hommes Femmes, puis en 2017 sur le thème Au-delà des lignes[46] dans le cadre du Concours National organisé par la  Fondation M 6 dont l’engagement est dédié au milieu carcéral et à la réinsertion, avec l’Éducation nationale et le soutien de l’ Administration Pénitentiaire. Les lauréats bénéficient d’une aide et d’un accompagnement socio-professionnel à leurs sorties de Prison.
- 2015 - 2016 : Vice-président et administrateur du Festival international du Film insolite de Rennes-le-Château[47], créé par Fanny Bastien et Geoffroy Thiebaut qui en sont les présidents. Andréa Ferréol est la présidente du jury de la 1re  édition 2015, avec Pierre Richard comme parrain du festival. Jacques Pradel est le président du jury de la 2e édition 2016, avec Jean-Pierre Mocky comme parrain du festival.
- 2010 - 2014 : Conseiller municipal de Noisy-le-Roi dans le département des Yvelines. Deux ans après la fin de son Mandat, Bernard Pinet quitte le  Parti socialiste, et s'impose, de rester Philosophe pour ne pas devenir  Misanthrope.
- 2010 - 2013 : Créateur du Trophée de Pétanque de l'Audiovisuel[48] que Bernard Pinet organise avec le Club de l'Audiovisuel de Paris en 2010 au Pétanque Club de Neuilly-sur-Seine[49] présidé par Patrice Drevet. 4e et dernière édition en 2013 à Paris dans le Jardin du Ranelagh organisé et animé par Jean-Louis Oliver. L’intégralité des recettes sont versées au profit de l’association La Roue Tourne qui aide les vieux artistes en difficultés, dont le président du Comité d'Honneur[31] est Serge Lama
- 2010 : A L'Espace Reuilly de Paris, Bernard Pinet soutient[50] l' Association Children Of The World France[51] avec son spectacle Pétanque et Sentiments
- 2009 : Au Grand Valence[52], Bernard Pinet soutient Les Restaurants du cœur avec son spectacle Pétanque et Sentiments. En même temps, il participe au lancement de La Marche contre la Pauvreté en Drôme Ardèche initiée par la Fédération départementale des centres sociaux.
- 2004 - 2008 : Administrateur de L’Union des Artistes[53] qui organise le Gala de l'Union des artistes, sous la présidence de Robert Sandrey, puis de Arlette Téphany
- 2001 - 2004 : Membre du S.F.A.[54] (Syndicat Français des Artistes interprètes) dont Gérard Philipe fut le président en 1958, Jean-Paul Belmondo en 1963, et Michel Piccoli le vice-président en 1964
- 1987 - 1993 : Membre de l’A.P.A.T.[55] (Association Professionnelle et Artistique du Théâtre) qui créée et organise la Nuit des Molières, dont le président est Jean-Claude Houdinière
- 1985 - 1994 : Membre du S.I.A.I.[56] (Syndicat indépendants des artistes interprètes)[57] fondé en 1984 par Serge Vincent et un collectif d’Artistes interprètes

### Membre de Jurys
- 2024 : Bernard Pinet est le président du Jury du 33 ème Festival de Théâtre de Bougival, avec, parmi les membres du Jury, Emmanuel Fèvre journaliste à Toutes les Nouvelles de Versailles et Sophie Level maire adjointe à la culture.
- 2023 : Bernard Pinet est le président du Jury du 3 ème Festival de Théâtre Festhéa[58] IDF (Ile-de-France) avec Echappées Théâtrales, de Noisy-le-Roi et Bailly, avec, parmi les membres du Jury, Jean-Paul Comart, Anissa Thamini-Dekar, Delphine Lazizout, Stéphane Béneston, Bertrand Ménigault et Dominique Servais maires adjoint(e)s à la culture.
- 2022 : Sous la présidence de Catherine Alric, Bernard Pinet est avec Élisa Servier, Souad Amidou et Pierre Mazingarbe, membre du Jury du 34e Festival du Film de Vélizy-Villacoublay[59].
- 2018 - 2022 : Bernard Pinet est membre du Jury des Lauriers de l'audiovisuel[60], composé, sous la présidence de Patrick Bézier, qui succède à Fernand Guiot, entre autres, de Mathieu Gallet, Christine Kelly, Roger-André Larrieu,  Gilles Leclerc, Christine Orban, Francis Morel,  Jean-Claude Petit, Gérard Saint-Paul et Pierre Santini, qui sont organisés par le Club de l'Audiovisuel de Paris sous le parrainage du Ministère de la Culture[61] et remis à Paris sur les Champs-Élysées au Théâtre Marigny.
- 2016 : Jury à l'Opéra de Nice de la finale du 20e Tour de France de Super Mamie France[62] sous la présidence de Fabienne Ollier
- 2013 : Jury au  Casino Partouche de Nice, de la finale  du 17e Tour de France de Super Mamie France[63] sous la présidence de Anh Đào Traxel
- 2011 : Jury de la 10e édition du Festival international Paysages de Cinéastes[64] de Châtenay-Malabry sous la présidence de Évelyne Dress, ou sont présentés en avant-première, La Source des femmes de Radu Mihaileanu, Laïcité, Inch'Allah ! de Nadia El Fani, Noces éphémères de Reza Serkanian et  Les Neiges du Kilimandjaro de Robert Guédiguian en soirée de clôture.
- 2011 : Jury au Palais de la Méditerranée de Nice, sous la présidence de Corinne Touzet de la finale du 15e Tour de France de Super Mamie France[65] crée par Fabienne Ollier épaulée par le  Ministère de la Famille et parrainée par de nombreuses personnalités.
- 1997 : Jury du 10e Festival de Théâtre des Grandes Écoles et Universités françaises[66] de Sophia-Antipolis, avec Jacques Villeret et Marcel Maréchal

## Théâtre
- 1967 : Topaze de Marcel Pagnol mis en scène par Yves Pillet au Collège d'enseignement général de Pont-en-Royans
- 1968 : Morts sans sépultures de Jean-Paul Sartre mis en scène par M. Clere, Théâtre de Saint-Marcellin
- 1970 : Création par Bernard Pinet et Pascal Praud[67] de la troupe du Théâtre de l'actuel à Valence
- 1971 : 10 mai 68 de Luc de Goustine avec Pascal Praud, création du Théâtre de l'actuel à la Maison des Jeunes et de la Culture de Valence
- 1972 : Le Laitier[68] de Marc Camoletti et Johanne Klein[69] avec Pascal Praud, création du Théâtre de l'actuel à la MJC de Valence
- 1972 : Un jeu d'enfant de Martin Walser avec Pascal Praud, création du Théâtre de l'actuel à Valence
- 1973 : Le Baiser du chien dans la nuit de et avec Bernard Pinet et Pascal Praud, création du Théâtre de l'actuel qui décroche une Sélection Nationale de France Inter et du magazine Femmes d’aujourd’hui lors du 1er Festival de la Place des Clercs de Valence
- 1973 : Poésies Marginales montage poétique seul en scène de Bernard Pinet, avec les Textes de François Villon, Jean Genet, Arthur Rimbaud, Charles Baudelaire, Paul Éluard, Gérard de Nerval, Robert Desnos et Bernard Pinet, en Cabarets et nights club
- 1973 - 1974 : Bernard Pinet suit les Cours d'Art Dramatique de Jean Périmony à Paris au Théâtre de l'Athénée - Louis Jouvet. Il est reçu sur Audition, en 3e et dernière année dans la classe du Maître avec Fanny Ardant, Évelyne Bouix, Anne Canovas, Christine Murillo, Florence Brunold, Alain Lenglet et Patrick Fierry, où enseignent 3 sociétaires de la Comédie Française, Dominique Rozan, Yves Gasc et Michel Favory
- 1974 : Poésies Perdues montage poétique seul en scène de Bernard Pinet, avec les Textes de André Breton, Guillaume Apollinaire, Louis Aragon, Jean Cocteau, Blaise Cendrars, Victor Hugo et Bernard Pinet, en Cabarets et nights club
- 1974 - 1975 : Vérités ou la véritable histoire de Paul et Virginie[70] comédie écrite et mise en scène par le journaliste Bernard Stephane[71], avec Sophie Chauveau, création à Paris, 50 représentations au Café-Théâtre Le Sélénite
- 1975 : Sacha Guitry et Poésies, montage de et avec Bernard Pinet et Évelyne Bouix pour le premier Festival de Salers dans le Cantal organisé par Jacques Leguay[72]
- 1976 : Poésies et Chansons, seul en scène de Bernard Pinet sous la direction de l’imprésario Thérèse Mayou[73] programmations en Île-de-France et à Paris dans des Cabarets de la Rive Gauche
- 1977 : Là-bas je gagnerai beaucoup d'argent écrit et mis en scène par Michel Novak, création à Paris, avec la Compagnie des Noctambules, 30 représentations au Théâtre 14
- 1978 : Bob and Bobi Story de et avec Bernard Pinet et Philippe Chosson, en Cabarets et au Kappa Club
- 1979 : Madame Rose est au Parfum de Maurice Horgues (2 Tournées Charles Baret, 80 représentations) mise en scène Jacques Ardouin avec Anne-Marie Carrière et Gérard Séty
- 1980 : Madame Rose est au Parfum de Maurice Horgues (3e Tournée Charles Baret, 50 représentations) mise en scène Jacques Ardouin avec Anne-Marie Carrière et Gérard Séty
- 1986 : Adorable Julia de Marc-Gilbert Sauvajon, d'après Somerset Maugham, mise en scène Jean-Paul Cisife avec Danielle Darrieux, Raymond Pellegrin, Bruno Pradal et Anne Jacquemin, 100 représentations à Paris au Théâtre Hébertot
- 1987 : Une chambre sur la Dordogne de et avec Claude Rich, mis en scène par Jorge Lavelli, avec Anne Alvaro, Maurice Barrier, André Weber, création à Paris, 90 représentations au Théâtre Hébertot
- 1989 : La Chevauchée élastique de Pierre Louki, mise en scène Jean-Paul Cisife avec Jean-Michel Bonnarme, création à Paris, 30 représentations au Théâtre de la Huchette
- 1995 : Les Médiévales de Carcassonne son et lumière mis en scène par Jean-Marie Sittler[74] dans le Grand Théâtre de la Cité (3 000 places)
- 1996 : Festival de Théâtre des Grandes Écoles et Universités françaises[66] de Sofia Antipolis, Bernard Pinet est membre du jury avec Jacques Villeret et Marcel Maréchal
- 1996 - 1997 : Le Dîner de cons de Francis Veber, mis en scène par Pierre Mondy, Bernard Pinet tient le rôle de  Lucien Cheval aux côtés de Jacques Villeret et Michel Roux, dans 3 Tournées triomphales, et plus de 170 représentations dans les plus grands Théâtres de France, Suisse, Belgique, Luxembourg et Monaco, avec Atelier Théâtre Actuel (Jean-Claude Houdinière) et Pascal Legros Productions, qui se terminent par une Tournée produite par V.M.A. Backline (Rose Leandri et Bertrand de Labbey) dans les Salles des Zénith
- 1998 : Si vous saviez !  Seul en scène de Bernard Pinet et Jean-Jacques Thibaud[75], création à Paris au cabaret Le Caveau de la Bolée
- 1999 : On ne sait jamais... Seul en scène de Bernard Pinet et Jean-Jacques Thibaud , création à Paris au Café-Théâtre Le Bec Fin puis au Théâtre de l'Alambic
- 1999 :  Festival du Rire de Montreux en Suisse, avec un florilège de ses textes Bernard Pinet est au programme de la Soirée du 10e anniversaire du Festival, avec, entre autres, Anthony Kavanagh, Sophie Forte et François Rollin
- 2000 : Vive la Marguerite ! Seul en scène de Bernard Pinet, création à Paris au Café Oscar, puis au Sentier des Halles
- 2001 : Bernard Pinet Show 1 Seul en scène création à Vincennes au Théâtre Paris-Vincennes, dirigé par Françoise Deldick
- 2001 : Le XXIe siècle sera comique ou ne sera pas…   Spectacle philosophique initié par Bernard Pinet, suivi d’un débat ouvert à toutes et à tous, présenté par Claude Villers et animé par des personnalités, à Paris au Grand Orient de France
- 2002 : Bernard Pinet Show 2 Seul en scène création à Paris au Théâtre Trévise, dirigé par Pascal Martinet et Thierry Manciet
- 2002 : À l'heure où les Cigales… Seul en scène de Bernard Pinet, mis en scène par Jean-François Fonlupt, création à Paris au Théâtre Trévise, puis au Festival d'Avignon Théâtre Le Forum, et en tournée
- 2003 - 2004 : Le Patron du Bar de la Marine concept Théâtre Seul en scène en 3 actes de Bernard Pinet, mise en scène de Jean-François Fonlupt, création au Festival d'Avignon Théâtre Le Cabestan, Paris au Théâtre du Lucernaire, et à La Maison des Auteurs de la SACD, puis en tournée
- 2004 : Prisma Media Presse a 25 ans Bernard Pinet est le professeur de Théâtre de la troupe du Groupe Prisma Media, et le metteur en scène de la Soirée d'Anniversaire du Groupe de Axel Ganz, à La Grande Halle de La Villette à Paris, avec M 6 et Olivia Productions
- 2014 - 2016 : L’Alchimie du Théâtre conférences de Bernard Pinet, à Paris, entre autres, dans le 7e Chez Françoise, aux Festival d’Avignon, Festival international du Film insolite de Rennes le Château, Rencontres de Berder autour de Jean-Charles Pichon au Château de Ligoure, et en Province
- 2016 : Paris World Games Spectacle Théâtral en Ouverture du Stade, mis en scène par Wilmarc Val à Paris au Stade Charléty (20 000 places), avec RMC, la Mairie de Paris et la Fédération française de football
- 2004 - 2017 : Pétanque et Sentiments comédie d'amour(s) en 3 actes, concept Théâtre Seul en scène de Bernard Pinet dans la mise en scène de l'auteur, création à Paris au Théâtre Michel chez Jean-Christophe Camoletti[76] (2004), puis, La Grande Comédie et La Comédie République chez Hazis Vardar (2006), Théâtre de la Huchette (qui a reçu un Molière d'honneur pour la qualité de sa programmation) sous la direction de Jean-Noël Hazemann[77][source insuffisante] (2009) et l'Espace Reuilly pour l'Association Children of the World (2010).
- La comédie d'amour(s) Pétanque et Sentiments fait également de nombreuses Tournées, en France, via, entre autres, Estivareilles pour La Boule Obut No 1 Mondial franco-français (2007), L'Unafam de Reims (2008), Le Rotary Club 26100 (2009), Les Restos du Cœur de Valence (2009), Festival les Béziers d'Humour (2009), le Festival de Cannes (2010) à l'Espace Mimont avec France Bleu, Théâtre de verdure du Château des Templiers de Gréoux-les-Bains (2010), 4 Festivals d'Avignon consécutifs au Théâtre Notre Dame (2009), Théâtre La Luna (2010) et Théâtre Les 3 Soleils (2011 et 2012), les Casinos Partouche (2009 et 2010), le podium du port de plaisance de l'Île des Embiez de Paul Ricard No 1 Mondial franco-français (2011), des Croisières Costa en Méditerranée (2011 et 2012), 2 Mois Molière de Versailles à l'Auditorium de l'Université Inter Âge (2010) et au Théâtre Royale Factory (2013), le Conseil Général de La Vendée (2014), en Île-de-France, via, entre autres, Les Pyramides de Le Port-Marly (2014), Théâtre du Grenier à Bougival (2015), Théâtre Octave Mirbeau de Triel-sur-Seine (2016), des Régions, des Municipalités et des Événementiels d'entreprises. Pétanque et Sentiments dépasse en Tournées le cap des 300 représentations.

- 2000 - 2020 : Art Oratoire et Prise de Parole en Public, Bernard Pinet anime et met en scène des stages et des formations de communication verbale et non verbale à partir des Techniques Théâtrales pour divers organismes de la formation, dont, entre autres, Demos et L’Université Paris 1 Panthéon Sorbonne[78]
- 2024 : Alchimie du Théâtre de et avec Bernard Pinet, à Paris invité en Lecture Débat à La Table du Mardi au Grand Orient de France
- 2014 - 2025 : Membre de l'Académie des Molières[79] dont le président est Jean-Marc Dumontet, et le délégué général Hugues Leforestier[80]
- 2019 - 2025 : Apocalypse Républicaine[81] de & avec Bernard Pinet, cette comédie existentielle se perfectionne avec des Lectures suivies de Débats, aux Festivals d'Avignon, 2019 en partenariat avec le SNES[82] & La Scène indépendante dans la Maison des Auteurs au Conservatoire du Grand Avignon, 2022 avec « Auteurs en Liberté »[19] au Quartier Luna. Après, une résidence au Théâtre de Bailly[83] (78), invitée par des associations philosophiques & républicaines, arrive à Paris[84] en 2023[85] au Salon des Premiers Ministres de Chez Françoise[86] pour Arc en Ciel 75, dans le Salon du célèbre  Café de Flore avec Saisons de Culture, puis, dans La Crypte de la Grande Loge de France, et à La Bourse chez Chai au Palais Brongniart avec le Cercle Philosophique de La Malmaison, dans le grand Salon du restaurant chargé d’histoire La Démocratie, au Musée du Vin dans le Caveau des Echansons de France invité par Grenouilles Productions à La Maison de La Nouvelle Aquitaine, au 8ème étage du Grand Orient de France, lors de soirées privées dans le cadre de Scène à Domicile & Théaomai ... A suivre …

## Cinéma
- 1977 :  Gloria de Claude Autant-Lara avec Maurice Biraud, Sophie Grimaldi et Dorothée Jemma
- 1977 : Comment se faire réformer de Philippe Clair avec Hervé Palud et Richard Anconina
- 1978 : Le Désœuvré[87] court métrage de Gérard Monier[88] avec Évelyne Bouix
- 1978 : Les réformés se portent bien de Philippe Clair avec Evelyne Buyle, Hervé Palud et Richard Anconina
- 1979 : Ces flics étranges venus d'ailleurs de Philippe Clair avec Michel Peyrelon et Hervé Palud, Grand Prix du Rire de Paris
- 1980 : Le Gagnant (film, 1979) de Christian Gion avec Michel Galabru, Stéphane Audran et Henri Guybet
- 1981 : Tais-toi quand tu parles de Philippe Clair avec Aldo Maccione, Edwige Fenech et Dominique Zardi
- 1983 : Par où t'es rentré ? On t'a pas vu sortir de Philippe Clair avec Jerry Lewis et Marthe Villalonga
- 1989 : Sans titre connu court métrage de Jérôme Foulon avec Nora Habib[89]
- 1993 : Mécaniques célestes de Fina Torres avec Ariadna Gil et Arielle Dombasle, Grand Prix de l'Outfest de Los Angeles
- 1994 : Amougga[90] moyen métrage de Alain Minier avec Muriel Robin et Annie Grégorio
- 1996 : Comme en 14 court métrage de Riton Carbalido[91]
- 1998 : Les Vertus du sport moyen métrage de Kathie Kriegel avec Catherine Jacob et Julie Arnold
- 1999 : Un chat dans la gorge de Jacques Otmezguine, scénario de Jean-Claude Grumberg avec Pierre Arditi et Anne Canovas, produit par Nelly Kafsky
- 2000 : Je règle mon pas sur le pas de mon père de Rémi Waterhouse avec Jean Yanne et Guillaume Canet
- 2010 : Festival de Cannes avec Pétanque et Sentiments à L’Espace Mimont en partenariat avec Nice Matin et France Bleu
- 2016 : Tout ce qui grouille sous la mer (All That Roams Below) moyen métrage de Estelle Faye et Fabien Legeron, avec Julie Meunier[92] et Grégory Corre[93] (Molière 2020), produit par Grenouilles Productions[94]. Sélections Officielles[21] : 2017 Imaginales d’Epinal, 2018  Nice Fictions, Fabulosis Films Festival, Ouchy Film Awards,  Paris Short Film International Festival, 2019 Skyline Indie Film Fest de  Winchester en  Virginie et Dumbo Film Festival de Brooklyn à New York, 2020 Primé au Fantastic Film Festival - Europa , Best Mystery Drama Award  au Indie For You Film Festival,  Bucarest Cine Fest Film, Meilleur Film de l'année 2020 du V.I.P. Fest Film de Barcelone, 2021  Rome Prisma Indépendant Film Awards  en Italie avec Bernard Pinet nommé Best Supporting Actor[95], Hollywood International Golden Age Festival. 2022 Winner Best short Film New York Awards
- 2019 : Avant que les lumières s'éteignent[96] de Wilmarc Val[97], avec Raphaël Thiéry[98] (Cannes 2016), Rebecca Pauly[99] et Lena Repetto, produit par Nicolaï Iarochenko[100] et Les Steppes Productions[101]. Sélections Officielles : 2021 Festival International du Film de Nancy, 30e Quinzaine du Cinéma Francophone au  Centre Wallonie-Bruxelles de Paris avec TV5 Monde
- 2019 : Sandier[102] court métrage de Michael Chéreau, avec Raphaël Mondon, Emmanuel Karsen et Vincent Schmitt, produit par Les Productions David Petrov[103]. Sélections Officielles : 2020 Best Story au Geelong Underground Film Festival en Australie, Best Film au Bucarest ShortCut Cinefest, Best Drama du New Génération Film Festival de Belgrade, Best Film Of The Year du Indie Shorts Awards de New York, Best Of The Fest du Rome Independant Prisma Film Awards, Best Comedy au White Crown Film Fest en Angleterre, Finaliste du Couch Film Festival à Toronto au Canada, 2021 Labellisé au Marché du Festival du Film de Clermont-Ferrand, Festival International du Fifca d' Angoulême, Best Comedy du Prospector Theater et Prix du Public & Best Film Fantastic du Nevermore Film Festival aux USA, Prix du Meilleur Court Métrage Français au Melech Tel-Aviv International Film Festival, Best Original Score, Best Cinématography et Bernard Pinet Best Actor Ensemble aux Indie Shorts Awards Cannes
- 2020 : Au commencement long métrage de Gabriel Porcher, avec Vincent Nemeth, Mata Gabin et William Edimo[104]
- 2021 : Paradis Minute[105] court métrage de Valentin Grethen, avec Jean-Paul Comart (César 1983 et Molière 2018), Wally Bajeux et Xavier Pottier, produit par Les Productions David Petrov. Sélections Officielles : Festival du Film Subversif de Metz,  Filmets Badalona Film Festival de Catalogne, Festival du Film Jeune de Lyon, Festival International du Cinéma de Kinshasa
- 2021 : Au Milieu des Terres (The Sea Between)[106] court métrage de Wilmarc Val[107] avec Samuel Jacob et Justine Chantry, produit par Benjamin Altur-Ortiz[108] et Benur Films Paris, musique de Yves Levêque, Sélections Officielles : Best Film Finalist du Alternative Film Festival de Toronto au Canada avec Bernard Pinet Best Actor of Festival[109], Nommé[110] Best Film du  Cannes World Film Festival[111], Award of Excellence 2021 au  Canada  Shorts Film Festival, 2022 Labellisé au Marché du Festival du Film de Clermont-Ferrand, Finalist et Awards of Excellence avec Bernard Pinet Best Actor du Vegas Movie Awards 2022 de Las Vegas
- 2023 : Soyez réalistes, Demandez l’impossible de Michèle Monory, Gildas Nivet et Tristan Guerlotte, film sur la vie et la carrière de René Monory, homme d’état français, Président du Sénat, et Ministre de la République, dont, la voix est incarnée à l’écran par Bernard Pinet. Diffusions à Paris au Sénat, puis, au Futuroscope
- 2025 :  Romy et Eglantin réalisé par Benjamin Altur Ortiz, produit par Benur Films Productions, avec Pascal Légitimus et Céline Groussard
- 2026 : Pétanque et Sentiments adaptation au cinéma après le succès au théâtre de cette comédie d'amours de et avec Bernard Pinet, montage en cours avec une co production Suisse de Gérard Monier[112] et Tipimages Productions Genève[113]
- 2026 :  Anatomie d'une Apocalypse, d'après la comédie existentielle et le livre de Bernard Pinet Apocalypse Républicaine, montage en cours

## Télévision
- 1973 : Le Violon de Vincent de Jean-Pierre Gallo avec Charles Vanel et Françoise Prévost
- 1975 : La Mort d'un touriste[114] série de Abder Isker avec Michel Creton et Martine Sarcey
- 1975 : Le Cigalon de Georges Folgoas, d'après le scénario de Marcel Pagnol avec Michel Galabru, Andréa Ferréol, Marco Perrin, Roger Carel et Georges Audoubert de la Comédie-Française
- 1976 : Un comique né de Michel Polac avec Raymond Devos, Jean-Pierre Sentier, Robert Castel et Jean-Hugues Anglade
- 1976 : Alors raconte, Séries récurrentes d'humour et de sketches, réalisées par Georges Folgoas, diffusées avant les J.T de 20 h sur TF1, avec Roger Carel, Christian Marin, Francis Lax, Maurice Baquet et Daniel Gélin
- 1977 : Et bien raconte, Séries récurrentes d'humour et de sketches, réalisées par Georges Folgoas, diffusées avant les J.T de 20 h sur TF1, avec Robert Manuel, André Pousse, Jacques Fabbri, Marcel Amont, Maurice Biraud, Jacques Balutin et Jean Le Poulain
- 1978 : Claudine d’Édouard Molinaro avec Marie-Hélène Breillat et Catherine Samie de la Comédie-Française
- 1978 : Azouk de Jean-Christophe Averty, avec Henri Virlogeux et Annick Alane
- 1978 : Douze heures pour mourir de Abder Isker avec Marina Vlady, Claude Brosset, Mylène Demongeot et Gérard Darmon
- 1978 : Avoir été de Roland-Bernard avec Jacques Mauclair et Jean Rougerie
- 1979 : Des hommes sans nom 1er documentaire réalité sur le 2e R.E.P. de la Légion Etrangère réalisé par les reporters de guerre Anne de Boismilon et Jean-François Chauvel. Bernard Pinet, seul acteur du film, est sélectionné pour vivre et tourner avec le 2e Régiment Etranger de Parachutistes
- 1980 : Sam et Sally de Joël Santoni, (Série, épisode La malle) avec Nicole Calfan et Georges Descrières de la Comédie-Française
- 1981 : Les Gaietés de la correctionnelle (Série, épisode La Fontaine Wallace) de Joannick Desclercs[115] avec Jacqueline Gauthier et Henri Tisot
- 1982 : Marion de Jean Pignol avec Mylène Demongeot, Paul Guers et Florent Pagny
- 1985 : Les Cinq Dernières Minutes (Série, épisode Crime sur Mégahertz) de Joannick Desclercs[116] avec Jacques Debary et Michel Boujenah
- 1986 : La Dernière Patrouille (Série : Marie Pervenche) de Claude Boissol avec Danièle Évenou et Xavier Saint-Macary
- 1986 : Adorable Julia de Yves-André Hubert avec Danielle Darrieux, Raymond Pellegrin, Anne Jacquemin et Bruno Pradal
- 1987 : Max super vedette (Série : Talkie Walkie) de Daniel Moosmann avec Michel Galabru
- 1988 : Poulets à l'amende de Stéphane Kurc avec Jean-François Stévenin et Jean-Claude Dreyfus
- 1988 : Un citoyen sans importance de Guy Jorré avec Roger Souza et René Clermont
- 1989 : Bébé express de François Dupont-Midy avec Jean-Luc Moreau et Michèle Laroque
- 1989 : Jusqu'à ce que le jour se lève[117] de Bernard Villiot[118] avec Maxime Leroux et Alain Bashung
- 1989 : La Belle Anglaise de Jacques Besnard avec Catherine Rich, Daniel Ceccaldi, Catherine Alric et Vincent Cassel
- 1990 : Crimes et Jardins de Jean-Paul Salomé avec Daniel Gélin, Maurice Baquet, Zabou Breitman et Jean-Pierre Aumont
- 1990 : Le Destin du docteur Calvet (Série) de Denis Cocula[119] avec François Bourcier et Bruno Pradal
- 1990 : Anvers contre Anvers (Série : Cas de divorce) de Gérard Espinasse[120] avec Jérôme Anger
- 1990 : La Mémoire de André Delacroix[121] avec Guy Marchand, Marie Dubois et Darry Cowl
- 1990 - 1991 :  I.N.C. Séries thématiques mensuelles de Michel Tedoldi[122], produites par Sertis Production, avec Bernard Pinet en personnage principal récurrent, pour l’Institut National de la Consommation sur des sujets concernant l’Actualité de la Consommation, diffusées, avant et après les J.T de 20 heures
- 1991 : Affaire J.N.B. (Série : Antoine Rives, le juge du terrorisme) de Philippe Lefebvre, avec Jacques Weber, Michel Galabru, Jean-Pierre Kalfon
- 1991 : Affaire Sauer Krabbe (Série : Antoine Rives, le juge du terrorisme) de Philippe Lefebvre, avec Jacques Weber, Michel Galabru, Jean-Pierre Kalfon
- 1991 : Affaire Akbari (Série : Antoine Rives, le juge du terrorisme) de Philippe Lefebvre, avec Jacques Weber, Michel Galabru, Jean-Pierre Kalfon
- 1991 : Pour trois jours de bonheur de Jacques Otmezguine avec Thérèse Léotard et Maxime Leroux
- 1992 : Tout feu tout femme (Série) de Pierre Sisser avec Claude Gensac et Patrick Préjean
- 1992 : Le Secret d'Elissa Rhaïs de Jacques Otmezguine, avec Jean-Pierre Cassel, Emmanuel Salinger et Anne Canovas
- 1992 - 1993 :  I.N.C. Séries thématiques mensuelles de Michel Tedoldi, produites par Sertis Production, avec Bernard Pinet en personnage principal récurrent, pour l’Institut National de la Consommation sur des sujets concernant l’Actualité de la Consommation, diffusées, avant et après les J.T de 20 heures
- 1993 : Le Clandestin de Jean-Louis Bertuccelli avec Neige Dolsky et Claire Prévost[123]
- 1993 : Peinture au pistolet (Série : Les Cordier, juge et flic) de Alain Bonnot avec Pierre Mondy,Bruno Madinier et Charlotte Valandrey
- 1993 : L'Assassin des beaux quartiers (Série : Les Cordier, juge et flic) de Alain Bonnot avec Pierre Mondy, Bruno Madinier et Charlotte Valandrey
- 1993 : Le Don de David Delrieux avec Macha Méril et Dominique Guillo
- 1994 : Jules de Christian Palligiano[124] avec Robin Renucci, Anne Alvaro et  Jacques Bonnaffé
- 1994 : Le Raisin d'or de Joël Séria avec Pierre Arditi et Cristiana Reali
- 1995 : Le Rêve d'Esther (Épisode 1) de Jacques Otmezguine avec Sam Karmann, Ludmila Mikaël de la Comédie-Française et François Morel
- 1995 : Le Rêve d'Esther (Épisode 2) de Jacques Otmezguine avec Sam Karmann, Ludmila Mikaël de la Comédie-Française et François Morel
- 1995 : Carreau d'as de Laurent Carcélès, avec Pierre Mondy, Élisa Servier et Jean-Paul Comart
- 1996 : L'Amour piégé (Série :  Avocat d'Office) de Bernard Stora avec Marlène Jobert, Bernard Verley et Hélène de Fougerolles
- 1996 : La Peau du chat[125] de Jacques Otmezguine, avec Anne Canovas, Pierre Arditi et Roger Miremont. Sélection Officielle de la L.I.C.R.A.
- 1997 : Chez ma tante[126] de Daniel Ravoux[127] avec Claire Nadeau, François Dunoyer et Grégori Derangère
- 1998 : Qui mange qui ?[128] de Dominique Tabuteau[129] avec Catherine Jacob et Roger Miremont
- 1999 : Un bonheur si fragile de Jacques Otmezguine avec Claire Nebout, Catherine Arditi et Pierre Forest
- 1999 : Panique à Saint-Patrick[130] (Série Nestor Burma) de Jacob Berger avec Guy Marchand et Élisa Servier
- 1999 : L'Usine du Père Noël (Série Le juge est une femme) de Pierre Boutron, avec Florence Pernel et Frédéric Diefenthal
- 2000 : Tel père, telle flic de Éric Woreth avec Jacques Weber et Bernard Crombey
- 2000 : Julien l'apprenti (Épisode 1) de Jacques Otmezguine, avec François Morel, Francis Huster de la Comédie-Française et Gaspard Ulliel
- 2000 : Julien l'apprenti (Épisode 2) de Jacques Otmezguine, avec François Morel, Francis Huster de la Comédie-Française et Gaspard Ulliel
- 2001 : Hamlet sketches d'après William Shakespeare, de Patrick Reichert pour la Cinquième chaîne et le Salon du Livre de Paris
- 2016 : Après Pétanque et Sentiments qui est son 8e concept théâtre seul en scène, Bernard Pinet, sollicité par de jeunes Cinéastes[131], qui l'ont vu sur scène, revient devant les caméras et se trouve à l'affiche de Films en Sélections officielles de Festivals internationaux
- 2019 : De Mai 68 à l'Apocalypse de Mickael Elmidoro
- 2020 : T.V 78[132] demande à Bernard Pinet d'évoquer à l'antenne, un film de son choix, pour commémorer l'Anniversaire de L'Armistice de 1918, et il parle de La Grande Illusion de Jean Renoir avec Jean Gabin et Pierre Fresnay, film français de 1937 considéré comme un chef-d'œuvre du cinéma mondial
- 2022 : VYP TV sur Bernard Pinet[133], réalisé par Mickael Elmidoro
- 2022 : Kino Passion épisode 4, réalisé par Jérôme Cazaban
- 2023 : Le 7 – 8 Culture de Grégory Canale sur TV 78 avec Apocalypse Républicaine
- 2023 : Together de Chris Gabriel sur Arts Mada TV
- 2023 : Parcours d'Artistes de Elaine Kibaro sur Bonne heure TV
- 2024 : Kino Passion Paris annonce Apocalypse Républicaine
- 2024 : Authentyque Bernard Pinet sur TV 78 par Patrick Jacques de Dixmude

## Radio
- De 1976 à 1978, Bernard Pinet passe par la case Radio à RTL Paris, sous la direction de Raymond Castans, comme Assistant d'Antenne, sur L'émission des Petits Matins de Maurice Favières, et, sur Les routiers sont sympa de Max Meynier et Jean-Pierre Imbach.
- En 1978, il est Lauréat, avec Marc Toesca et  Patrick Roy du Concours national d'Animateur organisé par RMC. Et il anime en 1979 le début de la Radio FM de RMC à Monaco.
- Pour rester comédien, et revenir à Paris, afin de jouer au théâtre et tourner pour le cinéma, Bernard Pinet décline le contrat d'Animateur sur les Grandes Ondes que lui propose le directeur de l'antenne de RMC Albert Mathieu[134] qui deviendra, par la suite, fondateur[135] et directeur des programmes de  CANAL+ et produira 5 téléfilms avec Bernard Pinet dont Carreau d'as.
- Durant 3 étés, de 1980 à 1982, Bernard Pinet anime Le Cévenol 1er Train Animé[136] au Monde en partenariat avec RMC et Europe 1, qui en assurent la publicité. Ce train reliait Paris à Marseille, via, Clermont-Ferrand, les gorges de l'Allier, le parc national des Cévennes, Alès et Nîmes. Pour attirer la clientèle perdue à cause du TGV qui passe par Lyon, Le Cévenol est équipé de Voitures d'animation et de spectacle ``LoisirRail``, d'une antenne Radio[137] avec des commentaires sur les Régions traversées, dont, la terrible histoire de La Bête du Gévaudan qui inspira Le Pacte des loups de Christophe Gans, film culte aux États-Unis, considéré comme l'un des plus grands succès mondial du cinéma français, avec Samuel Le Bihan et Vincent Cassel. En même temps, Le Cévenol programme, à son bord[138], et dans les gares[139], des comédiens, des chanteurs, et des conférenciers dont Henri Vincenot auteur de Le Pâpe des Escargots et Les Étoiles de Compostelle. Le nouveau Ministre de la Culture Jack Lang emprunte ce train pas comme les autres, qui valorise les Régions, et en particulier, l'Auvergne chère au président de la République Valéry Giscard d'Estaing. Après un succès médiatique et commercial immédiat, qui rentabilisent la Ligne dès la première année malgré la concurrence du TGV, Le Cévenol et son Animation, dont le concept est copié depuis dans de nombreux pays, a rapidement périclité, puis disparu, à cause de changements de paradigmes.
- De 1979 à 1984, Bernard Pinet anime pour EDF - GDF des Salons d'artisans et des Stands dans les Foires internationales de Paris, Lyon et Marseille, afin de faire connaître Les Nouvelles Technologies sur les énergies.
- De 1984 à 1985, Atari Warner fait appel à Bernard Pinet pour animer dans l’Hexagone et aux Salons de l'informatique qui se déroulent à La Défense, Les Championnats de France de Jeux vidéo Atari en partenariat avec TF1.
- Les passages à RTL Paris et RMC Monaco permettent également à Bernard Pinet de faire, en qualité d'Acteur, les Voix de publicités radiophoniques et de films documentaires.

## Discographie
- 1978 : RCA Records enregistre les meilleurs sketches de l'émission Alors raconte[140] réalisé sur TF1 par Georges Folgoas, avec, parmi les artistes interprètes, Bernard Pinet, Maurice Baquet, Roger Carel, Daniel Gélin, Christian Marin, Alex Métayer, Jean-Marie Proslier...
- 1978 - 1979 : Bernard Pinet fait partie du groupe " Les 13 Cloches"[141], qui, sur des musiques de Jean-Pierre Doering (dit Jean-Pierre Rawson) interprètent, et enregistrent chez Disques Carrère, les chansons génériques des films, Comment se faire réformer, Les réformés se portent bien, et Ces flics étranges venus d'ailleurs, qui sont 3 énormes succès de Philippe Clair. Les 13 Cloches regroupent les principaux acteurs[142] de ces films, parmi lesquels se trouvent, entre autres, Bernard Pinet, Richard Anconina, Jacques Bouanich, Gérard Lecaillon, Michel Melki et Hervé Palud. Les 13 Cloches font les émissions de Variétés[143] prime time de Michel Drucker, Guy Lux et Danièle Gilbert
- 1980 : Bernard Pinet est l'Auteur interprète de Le Baiser Mousse[144] et Chita Conchita[145] sur des musiques de Bruno Ribera, qui en assure la réalisation. Ces chansons sont produites par les Disques Carrère au Studio Marcadet de Georges Blumenfeld situé à La Plaine Saint Denis, sous la direction artistique de  Frank Thomas imposé par l'éditrice Marie-France Seyrat. À la suite d'un différend, entre, Claude Carrère et Marie France Seyrat directrice des éditions musicales M.C. 3 Musiques, la mise en distribution des chansons est stoppée, et l'Album prévu en cours inachevé.
- Dans les années 1980, Bernard Pinet enregistre à Paris, en qualité d'interprète, des maquettes de chansons écrites par Marie José Casanova (auteure du célèbre tube Besoin de rien, envie de toi No 1 au Top 50 France, qui écrit, entre autres, pour Robert Charlebois et Sylvie Vartan), sur des musiques de Claude Povillon qui en assure la réalisation.
- Dans les années 1990, il enregistre à Paris, en tant qu'auteur interprète, des maquettes de chansons (dont, La Sinistrose, et, En Biais) sur des musiques de Alain Gasy qui en assure la réalisation.
- 2005 : Auteur interprète de Le Cochonnet[146] sur une musique de Gérard La Viny, produite par Francis Blanchard et les éditions musicales Ariane Segal, enregistrée en versions Radio de 3'30 et Club de 5'25 (remix), dans le Studio de Jean-Marc Dauvergne, qui en assure la réalisation. Cette chanson est au générique de la comédie Pétanque et Sentiments dont Bernard Pinet est l'auteur interprète.
- 2019 : Auteur interprète de la chanson générique de la comédie existentielle Apocalypse Républicaine

## Auteur
- 1967 : Révoltes adolescente  Recueil de Poèmes
- 1968 : Prose Pensionnaire  Recueil de Poèmes
- 1972 : Le Baiser du chien dans la nuit coécrit avec Pascal Praud, création au premier Festival de la Place des Clercs de Valence par la troupe du théâtre de l'actuel
- 1978 : Bob and Bobi Story coécrit avec Philippe Chosson, en Cabarets et au Kappa Club
- 1980 : Le Baiser Mousse et Chita Conchita, auteur - interprète Bernard Pinet, musiques et réalisation Bruno Ribera c/o Disques Carrère enregistrées au Studio Marcadet de Georges Blumenfeld
- 1993 : Carreau d'as, Synopsis de la comédie policière produite par Nelly Kafsky, TELFRANCE, CANAL+ et TF1
- 1995 : Pointage immédiat ! Scénario pour Jacques Dorfmann (Belstar Productions)
- 1997 : Plutôt deux fois qu’une ! Comédie en deux actes coécrite avec Jean-Jacques Thibaud, lecture au  T.B.B. de Boulogne-Billancourt sous la direction de Bernard Sevège
- 1998 : Si vous saviez… coécrit avec Jean-Jacques Thibaud, création à Paris au théâtre de l'Alambic
- 1999 : On ne sait jamais... coécrit avec Jean-Jacques Thibaud, création à Paris au Caveau de la Bolée
- 2000 : Vive la Marguerite ! coécrit avec Jean-Jacques Thibaud et Robert Lassus, création à Paris au Sentier des Halles
- 2000 : Les Cocus Anonymes, comédie d'amour(s) en 2 actes coécrite avec Jean-Jacques Thibaud
- 2001 : Bernard Pinet Show 1  création à Vincennes au Théâtre Paris-Vincennes, dirigé par Françoise Deldick
- 2001 : Le XXIe siècle sera comique ou ne sera pas… Suivi d’un débat ouvert à toutes et à tous avec des personnalités, présenté par Claude Villers à Paris au Grand Orient de France
- 2002 : Bernard Pinet Show 2  création à Paris au Théâtre Trévise, dirigé par Pascal Martinet et Thierry Manciet
- 2002 : La Psychalchimie ou l'Art de la transmutation psy  (Version 1)
- 2002 : À l’Heure ou les Cigales création à Paris au Théâtre Trévise
- 2003 : Le Patron du Bar de la Marine, comédie en 3 actes, création au Festival d'Avignon Théâtre du Cabestan et à Paris dans la Maison des Auteurs de la SACD
- 2004 : Pétanque et Sentiments[147] comédie d'amour(s) en 3 actes, création à Paris en 2004 au Théâtre Michel (collection Théâtre des éditions parisiennes Édite)
- 2005 : Le Cochonnet chanson d’amour et de boules, musique de Gérard La Viny (Éditions Ariane Segal)
- 2010 : La Boule enchantée, Opéra en deux actes d’après Wolfgang Amadeus Mozart et Emanuel Schikaneder
- 2011 : La Psychalchimie ou l'Art de la transmutation psy  (Version 2)
- 2012 : Première édition de la comédie d'amour(s) en 2 actes Les Cocus Anonymes, co-écrite avec Jean-Jacques Thibaud aux éditions Œil du Sphinx  (ISBN 978-2-846-08343-0)
- 2012 : Première édition de la comédie d'amour(s) en 3 actes Pétanque et Sentiments aux éditions Œil du Sphinx   (ISBN 978-2-84608-332-4)
- 2014 : Deuxième édition de la comédie d'amour(s) Les Cocus Anonymes, co-écrite avec Jean-Jacques Thibaud aux éditions Œil du Sphinx  (ISBN 979-10-91506-22-9)
- 2014 : Deuxième édition de la comédie d'amour(s) Pétanque et Sentiments aux éditions Œil du Sphinx   (ISBN 979-10-91506-23-6)
- 2015 : L'Alchimie du Théâtre texte intégral de la conférence des Rencontres de Berder 2015 autour de Jean-Charles Pichon au Château de Ligoure c/o éditions Œil du Sphinx  (ISBN 979-10-91506-46-5)
- 2016 : Les Esséniens ou le Maillon manquant, texte intégral de la conférence des Rencontres de Berder 2016 autour de Jean-Charles Pichon  au Château de Ligoure c/o éditions Œil du Sphinx  (ISBN 979-10-91506-60-1)
- 2017 : Préface de Sibyl roman philosophique de Alois Manro aux éditions Chaops   (ISBN 978-2-9557629-0-5)
- 2018 : Article Laurier Culture[148] des 24 éme Lauriers de l'Audiovisuel pour "Raymond Aron, le chemin de la Liberté"[149] de Fabrice Gardel[150] (Public Sénat)
- 2018 : De Temps à Autre... texte intégral de la conférence des Rencontres de Berder 2018 autour de Jean-Charles Pichon au Château de Ligoure c/o éditions Œil du Sphinx  (ISBN 979-10-91506-90-8),
- 2019 : Article Laurier 1re Œuvre - Prix Marcel Jullian[151] des 25 éme Lauriers de l'Audiovisuel remis pour Venezuela, l'ombre de Chavez[152] de Laurence Debray (Arte)
- 2019 : Le Voyage du Verbe du théâtre à l'image texte intégral de la conférence des Rencontres de Berder 2019 autour de Jean-Charles Pichon au château de la Turmelière c/o éditions Œil du Sphinx  (ISBN 978-2-38014-020-0)
- 2020 : Article Laurier d'interprétation Féminine[153] des 26 éme Lauriers de l'Audiovisuel remis à Sophie Breyer[154] et Marie Colomb[155] dans "Laëtitia (mini-série)" de Jean-Xavier de Lestrade (France Télévisions)
- 1980 - 2025 :  Sociétaire de la Société des Auteurs, Compositeurs et Éditeurs de Musique  ( S.A.C.E.M. )
- 1995 - 2025 : Membre, puis devient Sociétaire adjoint en 2018, de la Société des Auteurs et Compositeurs Dramatiques  ( S.A.C.D. )
- 2012 - 2025 :  Sociétaire de la Société des Gens de Lettres  ( S.G.D.L )
- 2018 - 2025 : L'Alchimie du Théâtre  Version 7 en cours d'édition
- 2024 : Apocalypse Républicaine aux éditions LibriSphaera.
- 2025 : Apocalypse Républicaine 2 Dernières Révélations, comédie existentielle Cosmo Tellurique en cours d'édition ...

## Distinctions
- 1999 : Étoile Civique d'argent[156], de l'Étoile Civique (ancien Ordre du Mérite civil (France)) de Paris, institution couronnée par L'Académie française
- 2007 : Étoile Civique de vermeil[156] (Promotion Culture et Rayonnement), institution couronnée par L'Académie française
- 2008 : Médaille d’or de la Ligue universelle du Bien Public[157] de Paris (Promotion Renouveau) rattachée à l'ONU depuis 1949 au titre de ONG reconnue par l'UNESCO
- 2009 : Médaille d'or de L'Étoile Européenne du Dévouement Civil et Militaire[158], remise par la présidente Madame Anh Đào Traxel
- 2011 : Reçoit le titre de Pélerin de Jérusalem[159] par Monsieur Nir Barkat, Maire de Jérusalem, et Monsieur  Benny Elon, Ministre du Tourisme en Israël
- 2011 : Étoile Civique d'or[160], institution couronnée par L'Académie française, distinction remise à l'UNESCO lors de la soirée de la Ligue Universelle du Bien Public
- 2014 : Médaille d'argent de La Courtoisie Française[161]
- 2014 :  Chevalier de l'Ordre National du Mérite[162] sur le contingent de Monsieur le Premier ministre Manuel Valls, distinction remise par Madame Anh Đào Traxel en Mairie de Noisy-le-Roi (Yvelines) où Bernard Pinet fut conseiller municipal de 2010 à 2014
- 2019 : Médaille d'argent de l'Association Nationale Franco-Britannique[163]
- 2021 :  Chevalier de l'Ordre des Arts et des Lettres[164] distinction décernée par Madame la Ministre de la Culture Roselyne Bachelot

### Récompenses
- 2021 : Best Supporting Actor[95] du Rome Prisma Indépendant Film Awards pour le rôle du Père dans Tout ce qui grouille sous la mer (All That Roams Below) de Estelle Faye et Fabien Legeron
- 2021 : Best Actor of The Alternative Film Festival[165] de Toronto pour le rôle de Roland dans Au Milieu des Terres (The Sea Between) de Wilmarc Val
- 2021 : Best Actor Ensemble[166] aux Indie Shorts Awards de Cannes pour le rôle du Fonctionnaire dans Sandier de Michael Chéreau
- 2022 : Best Actor[167] Award of Excellence du Vegas Movie Award de Las Vegas pour le rôle de Roland dans Au Milieu des Terres (The Sea Between) de Wilmarc Val
- 2024 : Trophée de la Paix décerné par Elaine Kibaro, l'association ORIAN, et BonneHeureTV dans le cadre de la Semaine Mondiale pour le Désarmement parrainée par l'O.N.U.